# Live at the Forum (The Jackson 5)
Live at the Forum è un album dal vivo del gruppo musicale statunitense The Jackson 5 pubblicato il 21 giugno 2010 dalla casa discografica Motown Records, contenente due concerti registrati rispettivamente il 20 giugno 1970 e il 26 agosto 1972 presso il Forum di Inglewood, California.

## Descrizione

### CD 1
Il primo CD contiene la registrazione del concerto tenuto dai Jackson 5 il 21 giugno 1970 al Forum di Inglewood, inaugurato tre anni prima. La band aveva pubblicato solo due album e un paio di singoli, ma grazie alla loro seconda partecipazione, qualche giorno prima, all'Ed Sullivan Show, segnarono il record, per l'epoca, di oltre 18.000 spettatori paganti. Il gruppo si era esibito già dieci mesi prima nell'arena, ma solo come gruppo spalla per Diana Ross, che aveva lanciato il loro primo album, Diana Ross Presents the Jackson 5. Quella era la prima volta che si esibivano in un concerto loro. Stand!, la cover degli Sly and the Family Stone eseguita in apertura dello spettacolo, non è stata inserita nel CD a causa dei problemi tecnici che occorsero sul palco e che non permisero una buona registrazione. Inoltre il concerto dovette essere interrotto bruscamente verso la fine della canzone The Love You Save perché alcune ammiratrici dei cantanti invasero le scene e gli organizzatori furono costretti a bloccare l'esecuzione e a scortare la band fuori dall'arena. Nel CD si sente infatti il presentatore chiedere alle fan di abbandonare il palco.
Il CD include anche, come canzone extra, Mama's Pearl, cantata durante il concerto a Indianapolis del 29 maggio 1971.

### CD 2
Il secondo CD contiene il concerto tenuto dalla band al Forum di Inglewood il 26 agosto 1972. In quell'anno i Jackson 5 erano ormai un gruppo affermato: avevano da poco debuttato in TV col loro cartone animato, erano apparsi in uno speciale della ABC dedicato a loro, Goin' Back to Indiana, e avevano ormai sette album all'attivo con la Motown Records, tra cui i primi da solista di Michael e di Jermaine. La voce di Michael, che avrebbe compiuto 14 anni tre giorni dopo, mostrava i primi segni di cambiamento: cantava ancora con una voce acuta ma in molti punti non riusciva più a raggiungere le note alte di prima. La scaletta del concerto comprendeva anche alcune canzoni da solista sia di Michael, Got to Be There e Ben, che di Jermaine, I'm So Happy. Il CD  contiene come extra la canzone I Wanna Be Where You Are, eseguita dal gruppo a Chicago il 30 settembre 1972 in un concerto speciale per Save the Children.

## Tracce
1. Introduction – 0:41
2. I Want You Back – 3:08 (The Corporation)
3. Feelin' Alright – 4:51 (Dave Mason)
4. Who's Lovin' You – 4:56 (William "Smokey" Robinson Jr)
5. Walk on – 2:21 (Suzanne de Passe, The Jackson 5)
6. Don't Know Why I Love You – 3:40 (Don Hunter, Stevie Wonder, Lula Hardaway, Paul Riser)
7. Zip-a-Dee-Doo-Dah – 2:55 (Ray Gilbert, Allie Wrubel)
8. ABC – 3:33 (The Corporation)
9. Intro/It's Your Thing – 4:55 (Rudolph Isley, O'Kelly Isley, Ronald Isley)
10. I Found That Girl – 4:45 (The Corporation)
11. There Was a Time – 3:14 (James Brown)
12. Intro/Thank You Falettinme Be Mice Elf Agin – 7:08 (Sylvester Stewart)
13. The Love You Save – 3:32 (The Corporation)
14. Mama's Pearl (bonus track) – 3:10 (The Corporation)
15. Brand New Thing – 3:01
16. Medley: I Want You Back/ABC/Mama's Pearl – 4:51
17. Sugar Daddy – 2:57
18. I'll Be There – 4:04
19. Introduction by Michael – 1:56
20. Goin' Back to Indiana/Brand New Thing/Goin' Back to Indiana – 3:55
21. Bridge over Troubled Water – 2:21 (Simon and Garfunkel)
22. I Found That Girl – 3:41
23. I'm So Happy – 2:59
24. Lookin' Through the Windows – 3:53
25. Ain't Nothing Like the Real Thing – 2:35 (Nickolas Ashford, Valerie Simpson)
26. Introduction by Jackie – 0:22
27. Ben – 2:39
28. Rockin' Robin – 2:30
29. Got to Be There – 2:11
30. You've Got a Friend – 2:21
31. Ain't No Sunshine – 5:29 (Bill Withers)
32. I Wanna Be Where You Are – 3:42
33. Introduction by Jermaine – 1:09
34. That's How Love Goes – 3:16
35. Never Can Say Goodbye – 4:43
36. Walk on – 2:22
37. The Love You Save – 3:48
38. Intro/I Wanna Be Where You Are (bonus track) – 4:14

## Formazione
- Michael Jackson: voce
- Jermaine Jackson: voce, basso
- Tito Jackson: voce, chitarra
- Jackie Jackson: voce, tamburello
- Marlon Jackson: voce
- Randy Jackson: conga (solo nel 1972)
- Ronnie Rancifer: tastiere
- Johnny Jackson: batteria